# Herodion von Patras

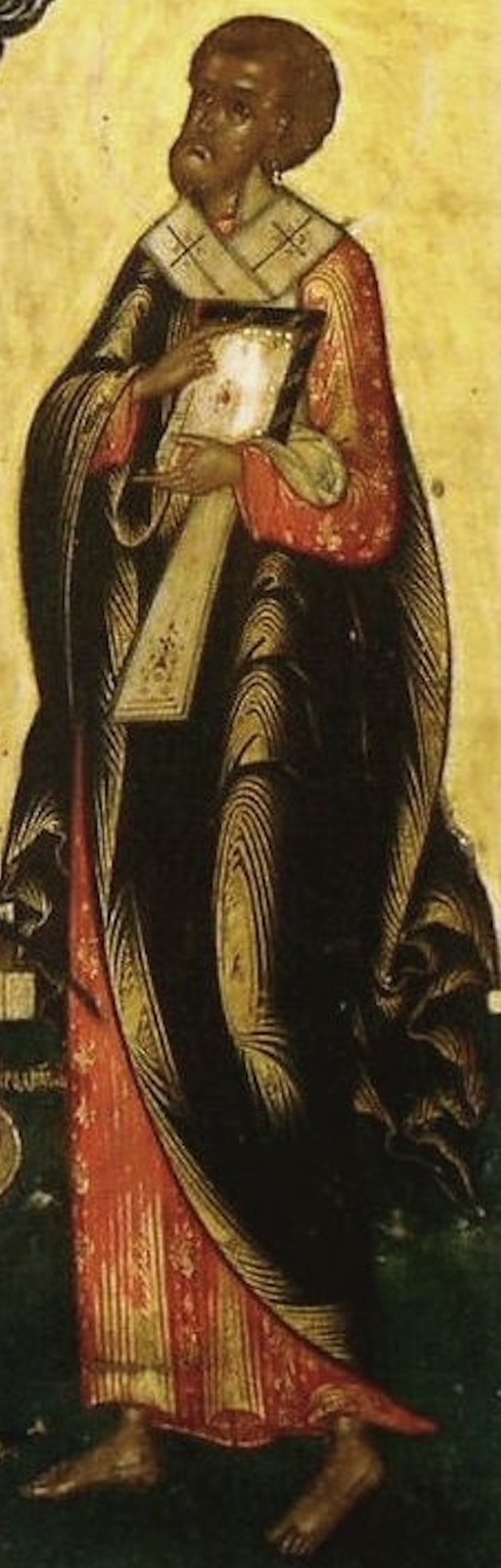
Herodion von Patras

Herodion von Patras war einer der siebzig Jünger.

## Leben
Er wird im Römerbrief erwähnt (Röm 16,11 ), wo Paulus ihn seinen Stammverwandten nennt. Herodion soll dann Bischof von Patras, Patara oder Neai Patrai in Thessalien geworden sein, wo er Verfolgungen durch Juden ausgesetzt gewesen sei. Schließlich sei er durch das Schwert hingerichtet worden. Herodion wird als Heiliger verehrt; sein Gedenktag ist der 8. April.